# Sinèlnikove
Sinèlnikove (en ucraïnès Синельникове; en rus Синельниково) és una ciutat de la província de Dnipropetrovsk, Ucraïna. E 2021 tenia 30.021 habitants.